# União (matemática)

Indicação da união entre os conjuntos A e B

Em teoria dos conjuntos, a união de dois ou mais conjuntos é o conjunto dos elementos que pertencem a pelo menos um destes conjuntos. Em outras palavras, a união de dois conjuntos A e B é formada por todos os elementos pertencentes a A ou B ou a ambos. A união é uma operação binária, na álgebra booleana seria o Operador OR. A união de dois conjuntos sempre resultará em todos os elementos de ambos os conjuntos, sendo apresentados apenas uma única vez. É representada pelo símbolo {\displaystyle \cup }.
Representando por |X| o cardinal de um conjunto X, e por {\displaystyle \cap } a interseção de conjuntos, tem-se
{\displaystyle |A\cup B|+|A\cap B|=|A|+|B|},
que vale para A e B conjuntos finitos ou infinitos. Para conjuntos finitos, a igualdade anterior pode ser escrita na forma
{\displaystyle |A\cup B|=|A|+|B|-|A\cap B|},
que é um caso particular do princípio da inclusão-exclusão.

## Definição
Pela teoria básica de conjuntos, define-se {\displaystyle A\cup B\,} por:
{\displaystyle A\cup B=\{x|x\in A\lor x\in B\}\,}
Por exemplo:
1. Se A = {1, 2, 3} e B = {4 ,5}, então {\displaystyle A\cup B=\{1,2,3,4,5\}\,}
2. Se A = {1, 2, 3} e B = {1, 2, 4, 5}, então {\displaystyle A\cup B=\{1,2,3,4,5\}\,}. Note que os elementos do conjunto não são repetidos.

Pelos axiomas de Zermelo-Fraenkel, a definição acima não é válida. A definição de união é um pouco mais complicada que a definição de interseção, porque devemos, primeiro, construir um conjunto maior que A e B, antes de usar o axioma da separação.
Este conjunto existe, combinando o axioma do par com o axioma da união:
{\displaystyle \forall A\forall B\exists F(A\in F\land B\in F)} (Axioma do par)
{\displaystyle \forall F\exists C\forall y\forall x(x\in y\land y\in F\rightarrow x\in C)} (Axioma da união)
Aplicando a segunda proposição ao conjunto F da primeira, temos que:
{\displaystyle \forall A\forall B\exists C\forall x((x\in A\lor x\in B)\rightarrow x\in C)}
Finalmente, aplicando o axioma da separação com a fórmula {\displaystyle \Phi =(x\in A\lor x\in B)\,} para o conjunto C, obtemos uma união de A e B.
{\displaystyle \forall A\forall B\exists D\forall x(x\in D\iff (x\in A\lor x\in B))}
O axioma da extensão garante que a união é única.
Em outras palavras, provou-se que
{\displaystyle \forall A\forall B\exists !(A\cup B)\forall x(x\in (A\cup B)\iff (x\in A\lor x\in B))}

### União generalizada
Dado um conjunto {\displaystyle S} e um conjunto de índices {\displaystyle \Lambda }. Se para todo {\displaystyle \lambda \in \Lambda } tem-se que {\displaystyle A_{\lambda }\subset S}, diz-se que {\displaystyle \left(A_{\lambda }\right)_{\lambda \in \Lambda }:=\{X\in \wp (S);\,\exists \lambda \in \Lambda ,\,X=A_{\lambda }\}} é uma família de partes de {\displaystyle S}, onde {\displaystyle \wp (S)} é o conjunto das partes de {\displaystyle S}.
A união dos elementos da família {\displaystyle \left(A_{\lambda }\right)_{\lambda \in \Lambda }} é o conjunto:
{\displaystyle {\displaystyle \bigcup _{\lambda \in \Lambda }A_{\lambda }:=\{x\in S;\,\exists \lambda \in \Lambda ,\,A_{\lambda }\ni x\}}}.
Se existir uma bijeção {\displaystyle \sigma :\mathbb {N} \to \Lambda }, então pode-se denotar tal união por
{\displaystyle {\displaystyle \bigcup _{i=1}^{\infty }B_{i}}},
onde {\displaystyle B_{i}:=A_{\sigma (i)}} para todo {\displaystyle i\in \mathbb {N} }, e diz-se que tal união é uma união enumerável.
Se {\displaystyle \Lambda } for finito e {\displaystyle \lambda _{1},\lambda _{2},\dots ,\lambda _{n}} forem seus elementos, então pode-se denotar tal união por
{\displaystyle {\displaystyle \bigcup _{i=1}^{n}B_{i}}},
onde {\displaystyle B_{i}:=A_{\lambda _{i}}}e diz-se que tal união é uma união finita.
Uma união arbitrária é uma união onde não se sabe, a priori, a cardinalidade do conjunto de índices. Tais definições são importantes na topologia, em que por exemplo, a união finita de conjuntos fechados é um conjunto fechado e a união arbitrária de conjuntos abertos é um conjunto aberto.

## Exemplo
Se A={1,3,4} e B={2,3}, então A U B={1,2,3,4}
Se A={10,30,400} e B={20,30}, então A U B={10,20,30,400}
Se A={1,3,9} e B={1,5,9},então A {\displaystyle \cap } B = {1,9}
Se A={1,2,3,4,5} e B={3,4,5,6}, então A - B= {1,2}
Se A={1,2,3,4,5} e B={3,4,5,6}, então B - A= {6}

## Propriedade
Uma característica é que somente é possível utilizar este operador caso as tabelas de origem possuam compatibilidade de união, ou seja, as tabelas devem ser equivalentes e gerarem o mesmo tipo de resultado. A união permite realizar a operação entre duas tabelas contendo atributos diferentes, quando esta possuir o número e o tipo de atributos semelhantes, possibilitando a compatibilidade da união.

### Sintaxe
Consequência imediata da definição de que a união é um comutativo, podemos representar em símbolos:
{\displaystyle A\cup B=B\cup A}
A união é também uma adesão:
{\displaystyle (A\cup B)\cup C=A\cup (B\cup C)}
Quando utilizamos o operador união em dois conjuntos, elimina a duplicidade automaticamente:
 A = (A,B,C,R) B = (B,D,R,K) AUB=(A,B,C,R,D,K).

### Exemplos
Considerando dois conjuntos finitos, A = {1; 2; 3} e B = {2; 3; 4}. A união é obtida considerando todos os elementos pertencentes a pelo menos um dos dois conjuntos:
{\displaystyle A\cup B=\{1;2;3;4\}}
No mundo real podemos representar duas tabelas:
| Chegada | Trem  | Estação          | Hora   |
| ------- | ----- | ---------------- | ------ |
| 1       | ES609 | Firenze S.M.N.   | 15.30' |
| 2       | ES609 | Bologna C.       | 16.30' |
| 3       | ES609 | Padova           | 17.50' |
| 4       | ES609 | Venezia S. Lucia | 18.25' |

| Partida | Trem  | Estação        | Hora   |
| ------- | ----- | -------------- | ------ |
| 1       | ES609 | Roma Termini   | 14.00' |
| 2       | ES609 | Firenze S.M.N. | 15.40' |
| 3       | ES609 | Bologna C.     | 16.35' |
| 4       | ES609 | Padova         | 17.55' |

Suponhamos que precisamos de uma tabela com os trens que passam em Bolonha (partem e chegam), o comando SQL mais adequado é o seguinte:
```
SELECT
 
hora
,
 
trem

FROM
 
chegada

WHERE
 
estacao
 
LIKE
 
"Bologna%"

UNION

SELECT
 
hora
,
 
trem

FROM
 
partida

WHERE
 
estacao
 
LIKE
 
"Bologna%"

```

Que produzirá o seguinte resultado:
| Hora   | Trem  |
| ------ | ----- |
| 16.30' | ES609 |
| 16.35' | ES609 |